# Hisukattus tristis
Hisukattus tristis là một loài nhện trong họ Salticidae.
Loài này thuộc chi Hisukattus. Hisukattus tristis được Cândido Firmino de Mello-Leitão miêu tả năm 1944.